# Falun kung

A Fálun Gong jelképe: az 5 szvasztika és 4 Jin-jang 2 körben ábrázolva teszik ki a teljes Fálunt, ami a Fálun Gong szimbóluma.

A Fálun Gong vagy Fálun Dáfá (法轮功, Falun Gong, szó szerint "Darma Kerék Gyakorlat" vagy "Törvény Kerék Gyakorlat") egy kínai vallási irányzat és meditációs rendszer. Buddhista és taoista tanításokat is tartalmazó rendszer, könnyed testi gyakorlatokkal kombinálva. Egy „út a megvilágosodáshoz”, melyet Li Hongzhi (kiejtés: Li Hong-dzsö (Li Hongzhi)) alapított meg az 1990-es évek elején Kínában. Li mester tanításai alapján az ember alapvetően jó, de a darma vége (tanítások vége) időszakot éljük, ahol túl sok a zavaró tényező, amely elfordítja az emberiséget a jóságtól. A tanítások lehetőséget adnak, hogy visszataláljunk önmagunkhoz (az igazi lényünkhöz) a világegyetem alapvető tulajdonságainak segítségével, amely az őszinteség (kínaiul: 真; pinjin: Zhēn), a jószívűség (kínaiul: 善; pinjin: Shàn),és a tolerancia (kínaiul: 忍; pinjin: Rěn).
A Fálun Gong (Falun Gong) a szellem (lélek) és a test együttes művelését teszi lehetővé. A test művelése 5 egyszerű fizikai gyakorlatot tartalmaz, amelyekből 4 db álló és egy ülő (meditáció). A gyakorlatok alapja a kínából származó Qigong (kiejtés: csikung). Li mester azt mondja, hogy aki a Fálun Gongot kezdi el gyakorolni, azt ő a tanítványaként kezeli és a chi szintjén túllépve egy magasabb rendű energia kiművelése kezdődhet meg, melyet gong-nak nevez meg.
A rendszer másik fontos részét képezik a szellemi tanítások. A tanítások a mai társadalomban fellépő morális és erkölcsi problémákat mutatják fel, illetve az isteni világba is betekintést nyújtanak. Li mester arra tanítja a gyakorlókat, hogy az univerzum három alapvető tulajdonsága alapján (amely az őszinteség (kínaiul: 真; pinjin: Zhēn), a jószívűség (kínaiul: 善; pinjin: Shàn),és a tolerancia (kínaiul: 忍; pinjin: Rěn)) ítéljék meg mindazt amit tesznek, gondolnak, mondanak stb. Ehhez segítséget nyújt a Zhuán Fálun (kiejtés: Dzsuán Fálun) könyv rendszeres olvasása és tanulása mely Li mester tanításait tartalmazza.
A Fálun Gongot ma már több, mint 100 országban gyakorolják világszerte és a tanításokat már több, mint 40 nyelvre fordították le.
A Kínai Kommunista Párt (röviden: KKP) vezetése 1999. július 20-án országos szintű kemény fellépést és sokoldalú propagandakampányt indított el a gyakorlat ellen. Blokkolta az internet-hozzáférést a Fálun Gongot említő weboldalakhoz, és 1999 októberében a Fálun Gongot "eretnek szervezetnek" nyilvánította. A Fálun Gong-gyakorlók Kínában, a jelentések szerint, az emberi jogok széles körű megsértésének vannak kitéve: becslések szerint több százezer embert börtönöztek be bíróságon kívül, a fogva tartott gyakorlókkal kényszermunkát végeztetnek, állandó pszichiátriai bántalmazásnak és kínzásnak vetik alá őket, továbbá különböző kényszerítő módszereket alkalmaznak a kínai hatóságok. 2009-ben az emberi jogi csoportok becslései szerint legalább 2000 Fálun Gong-gyakorló halt meg Kínán belül a fogva tartás során elkövetett bántalmazások következtében. A Kínán belüli adatok azt sugallják, hogy az üldözés ellenére több millióan folytatják a Fálun Gong gyakorlását.